# ヴァイオリン協奏曲第1番 (サン＝サーンス)
ヴァイオリン協奏曲第1番イ長調 作品20は、カミーユ・サン＝サーンスが1859年あるいは1864年に作曲した2番目のヴァイオリン協奏曲であるが、先に書かれたハ長調協奏曲（第2番）の出版が遅れたため、 番号の上では最初のヴァイオリン協奏曲となった。1867年に初演、1868年に出版され、依頼者であり初演を担当したパブロ・デ・サラサーテに献呈された。
現在演奏される機会は少ないが、サン＝サーンス自身は高く評価していた。単一楽章制を採り、演奏時間も短いため「コンツェルトシュテュック」（独: Konzertstück）と呼ばれることがある。

## 構成
単一楽章の中に3楽章制の要素を併せ持った構成を採っている。このように従来の楽章区分を曖昧にする手法をサン＝サーンスは好んだが、この作品はチェロ協奏曲第1番Op.33などに先がけた、最も初期の試みである。演奏時間は約12分。
アレグロ、イ長調。4/6拍子。独立したエピソードが挿入されるソナタ形式。
管弦楽の和音に続いて、ヴァイオリンが四重音を連続で奏して開始し、第2主題は嬰ハ短調で提示される。展開部は短いカデンツァで断ち切られ、アンダンテ・エスプレッシーヴォ、ニ長調、2/4拍子の部分（第2部と考えられる）に移行する。この部分では、弱音器付きの弦楽器に伴奏されたヴァイオリンが一貫して旋律を歌い、AA'のシンプルな構成をとっている。再現部（第3部）はニ短調に移された第2主題から始まり、音楽的・技巧的に大きく変形・拡大が行われている。